# Hipposideros breviceps
Hipposideros breviceps är en fladdermusart som beskrevs av Tate 1941. Hipposideros breviceps ingår i släktet Hipposideros och familjen rundbladnäsor. IUCN kategoriserar arten globalt som otillräckligt studerad. Inga underarter finns listade i Catalogue of Life.
Denna fladdermus förekommer på Mentawaiöarna söder om Sumatra. En koloni hittades i en grotta i en skog. Troligen jagar arten insekter.